# Universal Life Church
La Iglesia de la Vida Universal es una organización religiosa que ofrece a todas las personas la ordenación gratuita y libre como ministro de su religión sin requerirse proceso de ordenación como en otras religiones.
La ordenación debe ser hecha con una persona de testigo para ser oficial. La Iglesia de la Vida Universal no tiene una doctrina tradicional, creyendo en "hacer lo que está bien". Cada persona tiene el privilegio y la responsabilidad de determinar lo que está bien mientras no infrinja el respeto a los derechos de los otros. La iglesia no hace de juez entre miembros ni entre sistemas de creencias.
Las creencias de la Iglesia de la Vida Universal son:
- Objetivo: Progresión eterna para conseguir una vida más plena para todas las personas
- Eslogan: Vivir y ayudar a vivir.
- Máxima: Somos Uno.[1]

Poco a poco, la Iglesia de la Vida Universal cuenta con un mayor número de seguidores en España y la ordenación de ministros de esta organización ha crecido a lo largo y ancho de la geografía española.